# Жана дьо Понтювес-Кабан
Жана дьо Понтювес-Кабан (на френски: Jeanne de Pontevès-Cabanes; * ок. 1499, † сл. 25 май 1555) е господарка на Монако (1514 – 1523) след брака си с Люсиен I, господар на Монако.

## Произход
Тя е дъщеря на Танги дьо Понтювес († пр. 1529), съгосподар на Кабан, и на Жана дьо Вилньов-Тран от господарите на Мас.

## Биография
Бракът ѝ с Люсиен, господар на Монако, син на господарите на Монако Ламбер и съпругата му Клодин Грималди, е сключен на 25 септември 1514 г. (договор). Тя му ражда четирима сина и една дъщеря.
През 1523 г. Люсиен е убит в двореца на Монако от своя племенник Бартоломео Дория от Долчеакуа, син на сестра му Франческа Грималди ин Дория. Бартоломео заявява, че е действал, за да защити правата на Мария Грималди, дъщеря на брата на Люсиен, на които са били осигурени правата над трона от Клодин, господарка на Монако, но която Люсиен е принудил да се откаже от тях. По време на убийството Жана и нейните деца са пленени от убийците, за да осигурят безопасността им, но са принудени да бягат от Монако, а 9-месечният ѝ син е поставен на трона. На Жана не ѝ е позволено да участва в регентството, но нейният девер Огюстан Грималди е назначен за регент.
През 1528 г. Жана се омъжва за Антонио-Луиджи Савойски, граф на Панкалиери, като негова първа съпруга.

## Брак и потомство
Омъжва се два пъти:
∞ 1. 25 септември 1514 г. (договор) за Люсиен I (* 1487, † 22 август 1523), господар на Монако, син на господарите на Монако Ламбер и съпругата му Клодин Грималди, от когото има четирима сина и една дъщеря:
- Франсоа Грималди (* ок. 1516; † млад)
- Клодин Грималди (* ок. 1517)
- Ламбер Грималди (* ок. 1519; † млад)
- Рение Грималди (* ок. 1521; † млад)
- Оноре I Грималди (* 16 декември 1522, † 7 октомври 1581), господар на Монако (22 август 1523 – 7 октомври 1581 г.), ∞ 8 юни 1545 за далечната си братовчедка Изабела Грималди, от която има четири сина.

∞ 2. 1528 за Антонио-Луиджи Савойски († пр. януари 1522), граф на Панкалиери, кастелан и капитан на Вале ди Пероза (1536), инвестиран с Кавур на 27 юни 1538, син на Клаудио Савойски-Ракониджи и Иполита Боромео, от когото има един син:
- Йосиф Савойски (* ок. 1528/29, † ок. 9 септември 1530/21 април 1532?).